# Disanska Reka
Disanska Reka (makedonska: Дисанска Река) är ett periodiskt vattendrag i Nordmakedonien.   Det rinner genom kommunen Demir Kapija, i den centrala delen av landet, 90 kilometer sydost om huvudstaden Skopje.